# Аміт Іврі
Аміт Іврі (2 вересня 1989) — ізраїльська плавчиня.
Учасниця Олімпійських Ігор 2012, 2016 років.
Призерка Чемпіонату Європи з водних видів спорту 2012 року.